# 造王者 (無綫電視劇)
《造王者》（英語：King Maker），香港電視廣播有限公司古裝恩仇電視劇，由黎耀祥及鄭則士領銜主演，並由敖嘉年、黎諾懿、田蕊妮、唐詩詠、姚子羚、苑瓊丹、郭少芸、李國麟、鄧健泓及郭峰聯合演出，監製梁材遠。本劇為2012無綫節目巡禮劇集之一及2012年TVB Amazing Summer劇集之一。

## 演員表

### 余家／沂王府
| 演員           | 角色         | 暱稱／關係 |
| 張國強         | 余博文       | 太子太傅→前丞相 余靖、常喜（余清）、樊紅纓（余晴）之父 趙貴誠之岳父 趙擴之太傅，后为亲家公 董昭之恩師 樊照麟(彭國柱)之仇人 被趙擴發配邊疆10年，後歸回 於第3集（10年前）去世 |
| 黎耀祥         | 余 靖        | 余大哥、黑面神（樊紅纓（余晴）早期專稱） 名字意思：國靖 太子侍读→太子太傅→右丞相 真正的「造王者」 余博文之長子 常喜（余清）、樊紅纓（余晴）失散10年之兄 趙貴誠之大舅 因懷疑常喜為慧妃打聽趙貴誠消息而開始針對常喜 與董昭亦敵亦友，實為被其利用，最後更反目成仇並成為天敵 趙貴誠之太傅 董玉喬前未婚夫 楊春之好友 楊次山前下屬兼天敵 與嚴三娘互相愛慕 於第2集連同趙貴誠及董昭出使金國，但趙貴誠被俘虜 於第3集將罪名獨攬，發配崖州，於第6集釋放 於第7集至第12集在望江樓工作，以工錢償還在望江樓打破的物件 於第9集帶趙貴誠重返皇宮 於第10集向宋寧宗、恭淑皇后和德妃表示不願做官 於第12集決定重返官場 於第20集被樊紅纓用小刀刺中而受傷昏迷 於第21集與樊紅纓（余晴）相認 於第22集與常喜（余清）相認 於第28集成為造王者，險遭趙貴誠的手下射殺；幸得楊谷所救 |
| 王樹熹（童年） | 余清／常喜   | 余博文之次子 名字意思：心清 余靖失散10年之弟 樊紅纓（余晴）失散10年之兄 趙貴誠之二舅 宮中宦官 因自卑心作祟令自己不敢與余靖相認 因曾被余靖見其鬼鬼祟祟而被懷疑為慧妃打聽趙貴誠消息而開始經常遭余靖針對 於第22集與余靖、樊紅纓（余晴）相認 於第26集欲殺董昭，反被董明軒所傷，最後自己撞向牆上身亡 |
| 鄧健泓         | 余清／常喜   | 余博文之次子 名字意思：心清 余靖失散10年之弟 樊紅纓（余晴）失散10年之兄 趙貴誠之二舅 宮中宦官 因自卑心作祟令自己不敢與余靖相認 因曾被余靖見其鬼鬼祟祟而被懷疑為慧妃打聽趙貴誠消息而開始經常遭余靖針對 於第22集與余靖、樊紅纓（余晴）相認 於第26集欲殺董昭，反被董明軒所傷，最後自己撞向牆上身亡 |
| 林淽諾（童年） | 余晴／樊紅纓 | 紅纓、晴晴 丽妃→皇后 余博文之幼女 名字意思：天晴 余靖、常喜（余清）失散10年之妹 趙貴誠之妻 德妃之天敵，並遭她多次陷害 10年前發燒失憶，於第20集因常喜（余清）給自己看一塊刻上名字的金鎖及提及自己與余靖的往事而恢復記憶 於第21集與余靖相認 於第22集與常喜（余清）相認 于第24集怀孕，封為太子的麗妃 於第28集成為皇后 參見望江樓 |
| 唐詩詠         | 余晴／樊紅纓 | 紅纓、晴晴 丽妃→皇后 余博文之幼女 名字意思：天晴 余靖、常喜（余清）失散10年之妹 趙貴誠之妻 德妃之天敵，並遭她多次陷害 10年前發燒失憶，於第20集因常喜（余清）給自己看一塊刻上名字的金鎖及提及自己與余靖的往事而恢復記憶 於第21集與余靖相認 於第22集與常喜（余清）相認 于第24集怀孕，封為太子的麗妃 於第28集成為皇后 參見望江樓 |
| 敖嘉年         | 趙貴誠       | 沂王 余靖、常喜（余清）之妹夫 余博文之女婿 於第14集被封為沂王需要出宮，把余家大宅改建成沂王府，並居住於沂王府 參見南宋皇室 |
| 楊秀惠         | 德 妃        | 趙貴誠之妻 於第14集因趙貴誠被封為沂王而需要出宮 居住於沂王府 參見南宋皇室 |
| 胡諾言         | 楊 春        | 余靖之好友，曾與其同囚崖州 於第7集至第12集在望江樓工作，以工錢償還在望江樓打破的物件 於第9集協助余靖帶趙貴誠重返皇宮 於第14集獲趙貴誠允許居住於沂王府 於第28集救出險遭趙貴誠的手下射殺的余靖，最後成爲望江樓老闆 |
| 魏惠文         | 呂忠孝       | 余家僕人 第5集到崖州大牢見余靖告知走失余靖弟妹之事，被官差失手殺死 |

### 董家
| 演員   | 角色   | 暱稱／關係 |
| 鄭則士 | 董 昭  | 董太傅 為人城府很深，為達目的不擇手段，甚至犧牲他人也在所不惜 左丞相（第19集－第28集） 曾為太子太傅（第1集－第19集） 丞相余博文之學生 董玉喬、董明軒之父 趙貴和之太傅，後反目 與余靖亦敵亦友，實為利用其來達成自己的謀朝篡位目的，最後反目成仇，並成為天敵 原為趙貴誠之太傅，後反目 獲恭淑皇后信任，後反目 楊次山、慧妃、趙貴和之天敵 與樊照麟互相勾結，實為利用其 看似為國為民而輔助趙貴誠，實為自己成為造王者並謀朝篡位而鋪路 於第1集被余靖贈扇諷刺 於第2集連同趙貴誠及余靖出使金國，但趙貴誠被俘虜 於第3集被處罰免職 於第4集被抄家 同集偽造趙貴誠的家書，但被恭淑皇后穿破 於第5集假意輔助趙貴和十年 于第16集逼董明轩出卖赵贵和 於第24集派人毒殺嚴三娘 於第27集派人殺害儀妃跟如霞 於第28集謀朝篡位失敗，反被趙貴誠判死罪，後被余靖私自流放荒島兼患上輕微失心瘋 |
| 姚子羚 | 董玉喬 | 董昭之女 董明軒之姊 楊次山之二夫人，並憎恨其 余靖前未婚妻 楊谷之繼母兼暗戀對象 於第9集協助余靖帶趙貴誠重返皇宮 於第28集为救余靖误被莫荣刺殺 |
| 李天翔 | 董明軒 | 畜生（董昭專稱） 臨安都尉（第5集－第19集） 御林軍統領（第19集－第26集） 董昭之子，與其不和 董玉喬之弟 楊次山之前下屬 趙貴和之知己，第16集因在董昭的壓逼之下而出賣他 于第25集刺伤余清（常喜）导致其自杀身亡 于第28集與楊谷戰鬥而被其殺死 |
| 張智軒 | 莫 榮  | 董昭之助手 於第19集殺害蓉蓉 於第28集圖殺余靖不成，誤殺董玉喬後被箭射殺 |

### 南宋皇室
| 演員           | 角色   | 暱稱／關係 |
| 陳堃（青年）   | 趙 擴  | 宋寧宗 恭淑皇后、慧妃、儀妃之夫 趙貴和、趙貴賢之父 趙貴誠之养父 杨次山之妹夫 杨谷之姑丈 於第25集因中风而昏迷不醒 於第28集交代已駕崩 |
| 郭 峰          | 趙 擴  | 宋寧宗 恭淑皇后、慧妃、儀妃之夫 趙貴和、趙貴賢之父 趙貴誠之养父 杨次山之妹夫 杨谷之姑丈 於第25集因中风而昏迷不醒 於第28集交代已駕崩 |
| 丁樂鍶（青年） | 韓淑梅 | 恭淑皇后 宋寧宗之皇后 趙貴誠之母 樊照麟之舊情人 慧妃之天敵 儀妃之好友 信任董昭 於第4集穿破董昭偽造趙貴誠的家書 於第13集被慧妃誣陷使用厭勝之術，但被穿破，換了做厭勝之術的布偶（寫了自己姓名和時辰八字） 於第27集被董昭毒殺 |
| 苑瓊丹         | 韓淑梅 | 恭淑皇后 宋寧宗之皇后 趙貴誠之母 樊照麟之舊情人 慧妃之天敵 儀妃之好友 信任董昭 於第4集穿破董昭偽造趙貴誠的家書 於第13集被慧妃誣陷使用厭勝之術，但被穿破，換了做厭勝之術的布偶（寫了自己姓名和時辰八字） 於第27集被董昭毒殺 |
| 郭少芸         | 楊 氏  | 慧妃 宋寧宗之妃 楊次山之妹 趙貴和之母 杨谷之姑姐 董昭、恭淑皇后、儀妃之天敵 於第4集暗中毒害德妃使她滑胎 於第13集誣陷皇后使用厭勝之術 於第19集被打入冷宮 於第28集與董昭合謀揭發趙貴誠乃野種，但被余靖設計而失敗，最後被放逐南方 |
| 簡慕華         | 儀 妃  | 宋寧宗之妃 趙貴賢之母 韓淑梅之好友 慧妃之天敵 於第27集被董昭派人殺死 |
| 葉天諾（童年） | 趙貴誠 | 大殿下、沂王、太子 樊照麟、恭淑皇后之子 宋寧宗之养子 趙貴和無血緣關係之兄兼天敵，於第28集和好 德妃、余晴之夫 余靖、常喜（余清）之妹夫 余博文之女婿 第2集為太子，出使金國 於第3集在金國被指毒殺完顏銀龍，被俘虜囚禁 於第6集回國，變成瘋漢 於第9集從余靖、樊照麟、嚴三娘、樊紅纓、楊谷和楊春的協助下成功重返皇宮 於第6集至第12集期間失常，後於第13集康復 於第14集被封為沂王而出宮，並把余家大宅改建成沂王府 第19集重新登太子位 於第27集繼承皇位為宋理宗，改名趙昀，改元宝庆 |
| 敖嘉年         | 趙貴誠 | 大殿下、沂王、太子 樊照麟、恭淑皇后之子 宋寧宗之养子 趙貴和無血緣關係之兄兼天敵，於第28集和好 德妃、余晴之夫 余靖、常喜（余清）之妹夫 余博文之女婿 第2集為太子，出使金國 於第3集在金國被指毒殺完顏銀龍，被俘虜囚禁 於第6集回國，變成瘋漢 於第9集從余靖、樊照麟、嚴三娘、樊紅纓、楊谷和楊春的協助下成功重返皇宮 於第6集至第12集期間失常，後於第13集康復 於第14集被封為沂王而出宮，並把余家大宅改建成沂王府 第19集重新登太子位 於第27集繼承皇位為宋理宗，改名趙昀，改元宝庆 |
| 唐詩詠         | 余 晴  | 麗妃→皇后 趙貴誠之妻 參見望江樓、余家／沂王府 |
| 楊秀惠         | 德 妃  | 趙貴誠之妻 余晴之情敵兼天敵，並陷害她 於第4集被慧妃暗中下毒而滑胎 於第14集因趙貴誠被封為沂王而需要出宮 於第21集利用皇后齋期之日，以有肉餡的湯圓陷害余晴，使皇后誤會余晴要令她破齋戒 於第22集將余晴的補藥換成滑胎藥，企圖令她滑胎不成 於第27集企圖推跌余晴令她流產，但失敗 於第27集陷害余晴以含曼陀羅毒的桂花糕毒殺皇后，後因余靖力證余晴清白而於第27集被趙貴誠打入冷宮 |
| 黎諾懿         | 趙貴和 | 二殿下、太子 宋寧宗、慧妃之子 趙貴誠無血緣關係之弟兼天敵，於第28集和好 楊次山之外甥 杨谷之表哥 閔妃之夫 第4集為太子，取代趙貴誠的地位 於第19集因宋寧宗被誤傳已駕崩而登位 於第19集被贬為庶民，化名張平 於第28集被放逐南方 |
| 周家蔚         | 閔 妃  | 趙貴和之妻 於第19集被贬為庶民 于第27集怀孕 於第28集被放逐南方 |
| 區珀豪         | 趙貴賢 | 三殿下 宋寧宗、儀妃之子 趙貴和同父異母之弟 趙貴誠無血緣關係之弟 於第28集病逝 |

### 漕幫
| 演員   | 角色   | 暱稱／關係                                                                     |
| 石 修  | 樊照麟 | 原名彭國柱 漕幫二當家→漕幫幫主→金國神勇將軍 參見金國                           |
| 張松枝 | 嚴三哥 | 已故漕幫少爺 嚴三娘之夫 被樊照麟殺害                                           |
| 田蕊妮 | 嚴三娘 | 素素 嚴三哥之妻 樊紅纓之乾姑姑 於第24集被董昭毒殺身亡                          |
| 唐詩詠 | 樊紅纓 | 原名余晴 樊照麟之養女 嚴三娘乾姪女 趙貴誠之妃 參見望江樓、余家／沂王府         |
| 李成昌 | 張 熊  | 漕幫二當家 徐忠邦之姐夫                                                        |
| 林敬剛 | 何 標  | 樊照麟之助手 於第11集殺害徐忠邦 於第20集為救樊照麟，而被漕幫亂刀殺死           |
| 楊潮凱 | 朱 華  | 漕幫兄弟                                                                       |
| 彭比得 | 徐忠邦 | 張熊之小舅 於10年前與陳二石販賣孩童 於第11集因無意間得知何標勾結金國而被其殺害 |
| 李智銳 |        | 漕幫八大舵主                                                                   |
| 何文進 |        | 漕幫八大舵主                                                                   |
| 招浩東 |        | 漕幫八大舵主                                                                   |
| 溫玉瑜 |        | 漕幫八大舵主                                                                   |
| 譚俊雄 |        | 漕幫八大舵主                                                                   |
| 劉應龍 |        | 漕幫八大舵主                                                                   |
| 王華盛 |        | 漕幫八大舵主                                                                   |
| 許明志 |        | 忠邦手下                                                                       |
| 李榮耀 |        | 漕幫兄弟                                                                       |
| 柯 嵐  |        | 漕幫兄弟                                                                       |
| 何慶輝 |        | 漕幫兄弟                                                                       |

### 望江樓
| 演員   | 角色   | 暱稱／關係 |
| 田蕊妮 | 嚴三娘 | 原名素素 「望江樓」之老闆娘 漕幫老幫主之媳婦 與余靖互相愛慕 於第20集成為漕幫第三任幫主 參見漕幫                              |
| 唐詩詠 | 樊紅纓 | 原名余晴 樊照麟之養女，後反目 嚴三娘之乾姪女 參見余家／沂王府                                                                |
| 黎耀祥 | 余 靖  | 常喜（余清）、樊紅櫻（余晴）之兄 楊春之好友 於第7集至第12集與楊春在望江樓工作，以工錢償還在望江樓打破的物件 參見余家／沂王府 |
| 胡諾言 | 楊 春  | 余靖之好友 於第7集至第12集與余靖在望江樓工作，以工錢償還在望江樓打破的物件 於第28集成爲望江樓老闆 參見余家／沂王府           |
| 林秀怡 | 小 梅  | 嚴三娘之近身婢女 |
| 蔣家旻 | 惠 蘭  | 樊紅纓之近身婢女 於第22集誤服德妃所掉包的滑胎藥而暈倒                                                                        |
| 馬貫東 | 蘇 燦  | 「望江樓」小二 |
| 陳偉洪 | 梁 琛  | 「望江樓」小二 |

### 楊家
| 演員   | 角色   | 暱稱／關係 |
| 李國麟 | 楊次山 | 國舅／太師／宰相 慧妃之兄 董玉喬之夫，並被其憎恨 楊谷之父，與其不和 趙貴和之舅父 董昭之女婿兼天敵 余靖之天敵 余靖、董明軒之前上司 於第19集被打入天牢並被處死                                                                                            |
| 姚子羚 | 董玉喬 | 楊次山之二夫人，並憎恨其 楊谷之繼母兼暗戀對象 於第19集返回董家 參見董家 |
| 沈震軒 | 楊 谷  | 楊統領 前御林軍統領 楊次山之子，與其不和，並不認同其所作所為 董玉喬之繼子 暗戀董玉喬 慧妃、宋宁宗之侄子 赵贵和之表弟 於第9集協助余靖帶趙貴誠重返皇宮 於第19集被流放瓊州 於第26集獲余靖推薦協助趙貴誠 於第28集踢死董明軒，并阻止趙貴誠所派的刺客射殺余靖 |
| 張美妮 | 葉若媚 | 楊次山三姨太 於第19集得知楊次山將被處斬而挾帶私逃 |
| 劉 俐  | 溫子君 | 楊次山四姨太 於第19集得知楊次山將被處斬而挾帶私逃 |

### 宋室下人
| 演員   | 角色   | 暱稱／關係                             |
| 陳榮峻 | 程 高  | 宋寧宗之近身太監 於第27集被收押        |
| 岑寶兒 | 秀 娟  | 恭淑皇后之近身婢女                     |
| 梁珈詠 | 雙 雙  | 慧妃之近身婢女                         |
| 沈可欣 | 如 霞  | 儀妃之近身婢女 於第27集被董昭派人殺死  |
| 曾琬莎 | 夏 竹  | 德妃之近身婢女，於第22集被恭淑皇后處刑 |
| 羅天宇 | 小禮子 | 恭淑皇后之近身太监                     |
| 李興華 | 小福子 | 慧妃之近身太监                         |
| 鄭家俊 | 小祿子 | 太监                                   |
| 王致迪 | 小信子 | 趙貴誠之近身太監 於第12集遇襲重傷      |
| 潘冠霖 | 宮 女  |                                        |
| 戴耀明 | 萬 昌  | 昌公公 太監 於第13集被慧妃斬首         |

### 金國
| 演員           | 角色     | 暱稱／關係 |
|                | 完顏璟   | 金章宗 金國皇帝 完顏銀龍、完顏銀虎、完顏銀豹之父 |
| 徐 榮          | 完顏銀龍 | 金國太子 完顏銀虎、完顏銀豹之兄 於第3集被完顏銀虎指使的刺客刺殺身亡 |
| 金 剛          | 完顏銀虎 | 金國二皇子，後為太子 完顏銀豹之兄 完顏銀龍之弟 於第3集指使刺客刺殺完顏銀龍 於第24集被捕 |
| 陳志健         | 完顏銀豹 | 金國三皇子，後為太子 完顏銀龍、完顏銀虎之弟 |
| 李家聲         | 周文熙   | 金國官員 原為南宋人 與樊照麟勾結向南宋報復 於第23集逃來大宋，後獲嚴三娘協助之下而回去金國 |
| 高鈞賢（青年） | 樊照麟   | 原名彭國柱 將軍→漕幫兄弟→漕幫幫主→朝廷欽犯→金國神勇將軍 樊紅纓之養父，後反目 恭淑皇后之舊情人 前兵部尚書彭烈將軍之子 10年前為見恭淑皇后而做御林軍將軍，後被當時還是太子的宋寧宗(趙擴)陷害入獄，父親兵部尚書彭烈也遭污陷反叛罪名(後得知都是當時趙擴太傅余博文出的計謀)，下令滿門抄斬，改名樊照麟 勾結周文熙向南宋報復 於第9集協助余靖帶趙貴誠重返皇宮 於第18集行刺宋寧宗未遂 於第23集投靠金國，成為神勇將軍 於第25集得知趙貴誠是自己的兒子，並被他打傷 於第28集沖向趙貴誠的刀自殺身亡 |
| 石 修          | 樊照麟   | 原名彭國柱 將軍→漕幫兄弟→漕幫幫主→朝廷欽犯→金國神勇將軍 樊紅纓之養父，後反目 恭淑皇后之舊情人 前兵部尚書彭烈將軍之子 10年前為見恭淑皇后而做御林軍將軍，後被當時還是太子的宋寧宗(趙擴)陷害入獄，父親兵部尚書彭烈也遭污陷反叛罪名(後得知都是當時趙擴太傅余博文出的計謀)，下令滿門抄斬，改名樊照麟 勾結周文熙向南宋報復 於第9集協助余靖帶趙貴誠重返皇宮 於第18集行刺宋寧宗未遂 於第23集投靠金國，成為神勇將軍 於第25集得知趙貴誠是自己的兒子，並被他打傷 於第28集沖向趙貴誠的刀自殺身亡 |
| 溫家偉         |          | 領將 |
| 霍健邦         |          | 侍衛 |

### 彭家／樊家
| 演員           | 角色         | 暱稱／關係 |
| 王俊棠         | 彭烈         | 兵部尚書、將軍 樊照麟（彭國柱）之父，因兒子遭當時太子趙擴(宋寧宗)陷害入獄而找其理論，結果中了太傅余博文之計，被判行刺作亂之罪，滿門抄斬     |
| 高鈞賢（青年） | 樊照麟       | 原名彭國柱 將軍→漕幫兄弟→漕幫幫主→朝廷欽犯→金國神勇將軍 樊紅纓之養父，後反目 前兵部尚書彭烈將軍之子 於第28集沖向趙貴誠的刀自殺身亡 參見金國 |
| 石 修          | 樊照麟       | 原名彭國柱 將軍→漕幫兄弟→漕幫幫主→朝廷欽犯→金國神勇將軍 樊紅纓之養父，後反目 前兵部尚書彭烈將軍之子 於第28集沖向趙貴誠的刀自殺身亡 參見金國 |
| 林淽諾（童年） | 余晴／樊紅纓 | 紅纓、晴晴、麗妃→皇后 樊照麟之養女，後反目 10年前發燒失憶 于第24集怀孕，封為太子的麗妃 於第28集成為皇后 參見望江樓、余家／沂王府            |
| 唐詩詠         | 余晴／樊紅纓 | 紅纓、晴晴、麗妃→皇后 樊照麟之養女，後反目 10年前發燒失憶 于第24集怀孕，封為太子的麗妃 於第28集成為皇后 參見望江樓、余家／沂王府            |

### 其他演員
| 演員   | 角色     | 暱稱／關係                                                       |
| 朱 璇  | 蓉 蓉    | 假扮啞人 受楊次山指使監視董昭 於第19集險被董明軒强姦後被莫榮殺害 |
| 李岡龍 | 梁 大    | 朝廷命官                                                         |
| 黃子恒 | 卓鴻績   | 朝廷命官                                                         |
| 何偉業 | 呂 翼    | 朝廷命官                                                         |
| 楊證樺 | 劉 參    | 朝廷命官                                                         |
| 李啟傑 | 吳始盛   | 朝廷命官                                                         |
| 李泳豪 | 錢惟歌   | 朝廷命官                                                         |
| 李海生 | 李所鐘   | 朝廷命官                                                         |
| 陳勉良 | 林呈瑞   | 朝廷命官                                                         |
| 張漢斌 | 陳 煥    | 朝廷命官                                                         |
| 傅劍虹 | 副將軍   |                                                                  |
| 梁証嘉 | 王學炳   | 10年前隨趙貴誠出使金國 但受楊次山收買泄露行蹤 被董昭報復及殺害   |
| 趙樂賢 | 衙 差    |                                                                  |
| 吳雲甫 | 衙 差    |                                                                  |
| 裘卓能 | 衙 差    |                                                                  |
| 劉秉賓 | 衙 差    |                                                                  |
| 葉家泓 | 村 民    |                                                                  |
| 司徒暉 | 侍 衛    |                                                                  |
| 李偉健 | 侍 衛    |                                                                  |
| 李 豪  | 王子侍衛 |                                                                  |
| 呂 熙  | 王子侍衛 |                                                                  |
| 冼灝英 | 雷大人   |                                                                  |
| 王維德 | 陶大人   |                                                                  |
| 林遠迎 | 公 子    |                                                                  |
| 黃耀煌 | 公子隨從 |                                                                  |
| 游 飈  | 牛大力   | 囚犯                                                             |
| 曾健明 |          | 囚犯                                                             |
| 江梓瑋 |          | 囚犯                                                             |
| 王東泰 |          | 囚犯                                                             |
| 鍾志光 | 麵檔老闆 |                                                                  |
| 李忠希 | 白之奇   |                                                                  |
| 何俊軒 |          | 朝廷大臣                                                         |
| 陳建文 |          | 朝廷大臣                                                         |
| 黎桐康 |          | 朝廷大臣                                                         |
| 劉天龍 |          | 朝廷大臣                                                         |
| 許家傑 |          | 朝廷大臣                                                         |
| 杜大偉 |          | 朝廷大臣                                                         |
| 張景淳 |          | 朝廷大臣                                                         |
| 黃文標 |          | 朝廷大臣                                                         |
| 潘宗揚 |          | 朝廷大臣                                                         |
| 楊瑞麟 | 官 員    | 朝廷大臣                                                         |
| 羅鈞滿 |          | 朝廷大臣                                                         |
| 湯俊明 | 海宏泉   |                                                                  |
| 沈愛琳 | 小 翠    | 董玉乔之近身奴婢                                                 |
| 魯文傑 | 方 良    |                                                                  |
| 魯文傑 | 張 東    |                                                                  |
| 魯文傑 | 張 發    |                                                                  |
| 郭卓樺 | 陳二石   | 於10年前與徐忠邦販賣孩童                                         |
| 易智遠 | 黃龍福   |                                                                  |
| 邵卓堯 | 金老七   |                                                                  |
| 曾守明 | 祝大鵬   |                                                                  |
| 黃煒溏 | 孟 虎    |                                                                  |
| 方紹聰 |          | 黑幫                                                             |
| 鄭詠謙 |          | 黑幫                                                             |
| 白健恩 |          | 黑幫                                                             |
| 陸駿光 | 武       |                                                                  |
| 卓 躒  | 松       |                                                                  |
| 何遠東 | 大 廚    |                                                                  |
| 招石文 | 住 持    |                                                                  |
| 謝卓言 |          | 官差                                                             |
| 何慶輝 |          | 官差                                                             |
| 蕭凱欣 |          | 王學炳之妻（第12集） 后被董昭报复及杀害                          |
| 葉 暐  | 糧       |                                                                  |
| 江富強 | 樵 夫    |                                                                  |
| 蔡曜力 | 殺 手    |                                                                  |
| 關浩揚 | 殺 手    |                                                                  |
| 鄺佐輝 | 國 師    |                                                                  |
| 劉桂芳 | 寡 婦    |                                                                  |
| 何君誠 | 副 將    |                                                                  |
| 頌 誼  | 婷 婷    | 宫女                                                             |
| 杜 港  |          |                                                                  |
| 盧天偉 |          |                                                                  |
| 余子明 | 朱太医   | 太醫 第28集被赵贵诚派人杀害                                      |
| 明德豐 |          | 劊子手                                                           |

## 記事
- 2011年8月16日：此劇於12:30在將軍澳電視廣播城一廠Common Room舉行試造型記者會。[1]
- 2011年9月21日：此劇於15:00在將軍澳電視廣播城十三廠舉行拜神儀式。[2]
- 2011年12月12日：此劇正式煞科。
- 2011年12月14日：此劇一眾演員出席煞科宴。
- 2012年8月8日：此劇於13:00在荃灣愉景新城購物商場舉行「王者親民大格鬥」宣傳活動[3]。
- 2012年8月11日：此劇於14:30在堅道明愛社區中心舉行「新生代造王活力賽」宣傳活動[4]。
- 2012年8月23日：此劇於13:00在新蒲崗太子道東638號 Mikiki 地下中庭舉行「君民同樂慶團圓」宣傳活動[5]。

## 與歷史之差異
1. 余靖角色原型為余天錫，曾協助史彌遠「尋訪」趙貴誠兄弟。名稱借用北宋同名人物，為慶曆四諫之一，他活躍於北宋宋仁宗、宋英宗年間，而非約200年後的南宋。
2. 董昭角色原型為鄭清之，名稱借用三國時同名人物。
3. 樊照麟/彭國柱一角，原定引用史實人物、紅襖軍李全，後來改為以虛構角色代替。
4. 嚴三娘角色原型為李全妻子楊妙真，名稱來自其別號「四娘子」、樊紅櫻稱嚴三娘為「姑姑」，實際上「姑姑」一名，來自楊妙真在紅襖軍中的尊稱，與輩份無關。
5. 趙貴誠與趙貴和非宋寧宗親子，只是從遠房宗室收養的養子。與恭淑皇后、恭聖皇后和楊次山均無血緣關係。
6. 楊次山與趙貴和應該是對立，不是處於同一派系，反而楊家與趙貴誠方是一派。
7. 本劇時間設定是史彌遠執政時代，按宋史宰輔表，史彌遠自寧宗嘉定二年五月起，以右丞相官職獨相逾20年，期間沒有其他人出任左右丞相。
8. 如上所述，當時執政的權臣史彌遠被刪去。
9. 恭淑皇后是宋寧宗時第一位權臣韓侂冑的姪女，早於慶元六年（1200年）去世。
10. 慧妃在歷史上是繼韓皇后為宋寧宗第二個正宮皇后，亦即恭聖皇后。
11. 史實上，慧妃(即恭聖皇后)與楊次山毫無血緣關係，其實是偽稱其妹。
12. 楊次山最後封王，能避權勢，不預國事，享盡榮華，在嘉定十二年善終，與劇中的奸角表現完全不同。
13. 楊次山在開禧北伐時已經50多歲。
14. 史彌遠見趙貴和對自己不滿，於是派遣余天錫從民間「尋訪」到趙貴誠兄弟，刻意把其培養成繼位人選，但是寧宗至駕崩前並無改易趙貴和的繼承人地位（宋朝皇帝收養宗室為皇子，即指定該皇子為繼承人，後來寧宗病重，史彌遠進言立趙貴誠為皇子被寧宗所拒），是史彌遠聯合楊次山的兒子勸服恭聖皇后偽造遺詔立趙貴誠為皇帝。
15. 如上所述，趙貴誠是史彌遠派遣余天錫，在民間「尋訪」得來的所謂宗室，非如劇中提到被俘囚禁多年。
16. 趙貴和的地位比趙貴誠高，理論上，趙貴和是皇兄，而趙貴誠為皇弟。
17. 第1集描述到宋金戰爭與議和問題，當時主導開禧北伐的權臣韓侂冑並無出現於劇中。
18. 第1集的全民鑄鐵活動影射中國共產黨的大躍進運動，在宋朝歷史上並無發生。
19. 第1集的全民鑄鐵活動中曾經提及於「各省各縣」推行，但是省級行政單位始於金朝晚期，因為蒙古入侵而設置的行尚書省，而南宋時的對等行政單位應為路。
20. 余靖和董昭不是造王者，寧宗的造王者是趙汝愚與韓侂冑，理宗的造王者是史彌遠。
21. 余靖之父的大政敵為楊次山，以嘉定元年倒數，當時為韓侂冑執政時期，楊次山尚未獲得重用。
22. 開禧北伐時，金國的皇帝為金章宗，而其皇子，都於幼年夭折而亡，沒有所謂的銀龍太子和銀虎皇子，亦不可能有類似徐榮、金剛等如此年長的皇子。
23. 金國皇室姓氏為「完顏」，非劇中首十多集中所展示之「元顏」。
24. 南宋向金人議和，也是指派大臣出使進行，而且有靖康之難的經驗在前，絕不可能派遣皇太子親自前往金國都城進行議和。
25. 第三集的和約中，顯示金國所使用的文字是滿文，但當時金國事實上是使用女真文。儘管滿清亦是女真人的一支，女真文與滿文卻是兩種完全不同的文字，彼此没有關係。
26. 第三集中，銀虎皇子聲稱蒙古人行刺銀龍太子；事實上蒙古當時仍然臣服金國，對金國皇帝非常尊敬，不可能派員行刺金國皇太子。後來成吉思汗因為早年與金國繼任皇帝衛紹王會面，認為衛紹王儒弱無能，才改變對金國皇帝的態度。
27. 第三集董昭所說的「共抗蒙古論」不符合歷史時流。雖然當時蒙古逐漸壯大，不過未達到嚴重威脅到金國的地步，數年以後金宣宗才為避蒙古兵勢而遷都汴京，南宋朝廷斷絕輸送歲幣，真德秀等大臣方提出應該支持金國並與其聯合的言論。
28. 第三集中，程公公所使用的使用的聖旨中的格式:「奉天承運，皇帝詔曰」劇中使用的是錯誤的，要到明清兩代才使用。
29. 第四集中，余靖要弟妹背誦《朱子家訓》，朱熹在慶元六年（1200年）方才死去，明朝以後才稱呼朱熹為“朱子”。
30. 南宋時海南島並不稱為崖州，應該為瓊州。
31. 劇中演員所穿戴的服飾與歷史上的宋代服飾差異極大，例如宋代官服應該沒有圖案、圓領之領緣較窄；劇中的演員平日都半披髮及不戴冠，而當時男子必須束髮戴冠才符合禮儀。劇中不少女性服飾配披帛，但是南宋時期披帛已經不流行了。
32. 第五集中，自嘉定和議過後十年，楊次山聲稱銀虎皇子及其弟銀豹爭奪金國太子之位，於是釋放趙貴誠回國，即是顯示金國皇帝仍然未有切換；歷史上，當時金國已經二易皇帝，金章宗在嘉定和議結成後同年末去世，衛紹王即位後第二年已經立完顏從恪為皇太子。四年後，衛紹王被胡沙虎所殺，金宣宗即位時亦已經立長子完顏守忠為皇太子，同年遷都汴京，兩年後完顏守忠去世，金宣宗再改易完顏守緒（即金哀宗）為皇太子。
33. 第五集中，劇中宣稱「蒙古集結兵馬，勢力逐漸擴大，金國亦受到內憂外患的困擾」。歷史上，當時金國已經遷都汴京開封府（史稱「貞祐南渡」），金國中都（今北京）亦已經被蒙古攻陷，金國勢力範圍只餘下黃河以南，國勢大衰。
34. 劇中的稱呼不合宋朝禮儀，當時后妃之間不可能像民間妻妾般以姊妹相稱，而后妃之親屬不論輩份皆需要對后妃行臣禮，不可以再以親屬稱謂稱呼。
35. 南宋對首都臨安稱呼為行在，即皇帝臨幸之地，換作現代用語解釋，即是臨時首都之意，不會如劇中稱呼為“京師”或“中原”。
36. 第六集董昭偽稱蒙古行刺趙貴誠，嫁禍於金人挑發宋金爭執。而第九集則指金國送還發瘋的趙貴誠，希望引致南宋內亂，為金國帶來出兵滅宋的機會。但實際上在南宋寧宗嘉定十年、金宣宗興定元年（1217年），是在金國丞相朮虎高琪先發制人之下，發動了侵宋戰爭。戰事一直膠著，兩年後朮虎高琪被殺，戰事一直持續至南宋寧宗嘉定十六年、金宣宗元光二年（1223年），直至金宣宗去世、金哀宗即位侵宋戰爭才停止。按當時歷史時空，金國已經發動侵宋戰爭。
37. 劇中宋寧宗與儀妃有子趙貴賢，歷史上並無此人。
38. 第十四集指宋寧宗賜趙貴誠為沂王，但歷史上沂王是宋寧宗的堂弟，在開禧二年死去，後來立遠房宗室趙貴和為沂王之後，承襲沂王爵位，後來宋寧宗冊立趙貴和為皇子(即繼承人)，由史彌遠刻意培育的趙貴誠繼承沂王爵位。
39. 第十七集大臣提及的六和塔重建於宋高宗紹興年間，並非大臣提及的宋寧宗的先皇為感恩皇后生下子嗣所建。
40. 第十八集樊照麟(即彭國柱)指三十年前身為皇太子的宋寧宗陷害彭國柱一家，以嘉定十一年(1218年)倒數三十年，是為宋孝宗淳熙十五年(1188年)。當時宋孝宗正為宋高宗守孝，皇太子是宋寧宗的父親宋光宗，而宋光宗已經協助宋孝宗處理國事，地位亦已穩固。
41. 如上所述，宋寧宗指因為儲位被「三殿下」威脅，彭家為「三殿下的後盾」才陷害彭家。但當時最有力爭奪太子之位的魏王趙愷在光宗被立為太子以後被外放，亦已於淳熙七年(1180年)去世。
42. 如上所述，宋寧宗的父親宋光宗是宋孝宗三子，宋光宗才是真正的「三殿下」。而宋寧宗是宋光宗的次子。
43. 趙貴誠之皇后應為謝道清，趙貴誠亦無姓樊或姓余的妃嬪，樊紅纓或余晴於歷史上不存在。
44. 第二十六集余靖建議向蒙古結盟，實際上蒙古當時仍然經略華北地區，蒙古與南宋直接接觸的時間是在趙貴誠即位後的绍定四年(1231年)，蒙古滅亡西夏，窩闊台與拖雷分兩路伐金，拖雷實現成吉思汗所指導的戰略，經南宋國境伐金，南宋才與蒙古有實際上的接觸。
45. 如上所述，余靖指與蒙古結盟並非真正滅金，與金國簽訂密約，令金國與蒙古互相猜忌，以夷制夷。但實際上金國國勢已經大衰，形勢對蒙古一面倒，蒙古只差沒有越過黃河防線進攻汴京，聯蒙滅金之政策，待史彌遠死後，趙貴誠親政時決定。
46. 史彌遠擁立趙貴誠成功以後，把趙貴和送到湖州。寶慶元年(1225年)正月，湖州太學生潘壬、潘丙兄弟與堂兄潘甫連絡山東忠義軍首領李全，準備擁立趙竑為帝，討伐史彌遠。趙貴和驚覺擁立勢力單薄，派王元春稟報朝廷，並派遣州兵討伐，史彌遠亦調遣軍隊鎮壓，不久被平定。事平後，史彌遠派余天錫逼迫趙貴和自裁，並殺害其子，而且把其貶為巴陵郡公。自此以後，真德秀等大臣為趙貴和呼冤，均被史彌遠及趙貴誠放逐，直至趙貴誠的姪兒宋度宗繼位以後，才恢復原來追贈的少師、節度使等官銜。南宋滅亡前夕，趙貴誠的皇后，當時的太皇太后謝道清才正式追贈趙貴和王爵並平反。
47. 如上所述，趙貴和從未貶為庶人。
48. 大結局提及趙貴誠在位時期被後世視為「南宋中興之期」，但歷史上在史彌遠治下南宋正日漸步向衰落，儘管趙貴誠親政以後推動端平更化，但未幾因為端平入洛失敗，趙貴誠沉於享樂，蒙古亦入侵南宋，南宋最後一個權臣賈似道得以專政。

## 軼事
- 彭國柱一角，與一前無綫新聞記者同名。
- 在第十六集其中一幕董昭求見楊次山一幕的時候，在鏡頭上方出現照明用的燈光。該穿崩鏡頭沒有在香港播出，只在大陸及海外版出現，後來被大陸網民譏為「造燈者」[6]。
- 本劇是黎耀祥和鄭則士繼《盛世仁傑》後再度合作，而且兩人的角色性質調轉[7]。
- 此劇是張松枝的告別作。

## 歌曲
本劇於在YouTube、网络以及电视上所找到此剧歌曲。
| 主唱   | 歌曲                          | 作曲           | 填詞   | 編曲   | 歌曲監製 | 用作   | 歌曲提供         |
| 主唱   | 歌曲                          | 作曲           | 填詞   | 編曲   | 歌曲監製 | 主題曲 | 歌曲提供         |
| 古巨基 | 追夢者 （页面存档备份，存于） | 鄧智偉、葉肇中 | 張美賢 | 葉肇中 | 鄧智偉   |        | 正视音乐有限公司 |

## 製作背景
本劇於2011年初開始計劃，演員是來自《盛世仁傑》的鄭則士和黎耀祥，這是繼《騷東坡》、《盛世仁傑》後，兩人第三度合作的古裝劇。
雖然本劇是類似《盛世仁傑》的陣形和鬥爭性題材，在加上鄭則士和黎耀祥拍《盛世仁傑》曾傳不和，但監製梁材遠一心希望兩人互相和好，繼續合作拍攝類似《盛世仁傑》的古裝鬥爭劇，之後兩人同意繼續合作，為古裝新劇而準備。
在2011年8月16日的12時30分於將軍澳電視廣播城一廠Common Room舉行試造型記者會，並為新劇更名為《造王者》，繼而開始在2011年8月至12月期間拍攝。

## 收視
以下為本劇於香港無綫電視翡翠台、高清翡翠台之收視紀錄：
| 週次 | 集數   | 日期                   | 平均收視 | 最高收視 | 百分比 |
| 1    | 01－05 | 2012年8月13日－8月17日 | 27點     |          |        |
| 2    | 06－10 | 2012年8月20日－8月24日 | 28點     |          |        |
| 3    | 11－15 | 2012年8月27日－8月31日 | 29點     |          |        |
| 4    | 16－20 | 2012年9月3日－9月7日   | 31點     | 34點     |        |
| 5    | 21－26 | 2012年9月10日－9月14日 | 31點     |          |        |
| 5    | 27－28 | 2012年9月15日          | 33點     | 38點     |        |

- 全劇平均收視29點

## 外部連結
- 《造王者》GOTV 第1集重溫電視節目的變遷

| 香港無綫電視翡翠台、高清翡翠台 星期一至五 20:30-21:30 時段                                                                                   | 香港無綫電視翡翠台、高清翡翠台 星期一至五 20:30-21:30 時段 | 香港無綫電視翡翠台、高清翡翠台 星期一至五 20:30-21:30 時段 |
| --- | --- | --- |
| | 造王者 (第1-24集) (2012.08.13 - 2012.09.13) | |
| 回到三國 (第15-23集) 星期一至五 (2012.07.30 - 2012.08.09) 回到三國 (香港首播版第24集，原裝版第24-25集) 星期五 (2012.08.10)(20:30-22:30)      | 造王者 (香港首播版第25集，原裝版第25-26集) 星期五 (2012.09.14)(20:30-22:30) 天梯 (第1-4集) 星期一至四 (2012.09.17 - 2012.09.20) 巴不得媽媽… (香港首播版第19集，原裝版第19-20集) 星期五 (2012.09.21)(20:30-22:30) | |
| 香港無綫電視翡翠台、高清翡翠台 星期五 20:30-22:30 時段                                                                                       | | |
| 造王者 (第1-24集) 星期一至五 (2012.08.13 - 2012.09.13)(20:30-21:30) 巴不得媽媽… (第1-14集) 星期一至五 (2012.08.27 - 2012.09.13)(21:30-22:30) | 造王者 (香港首播版第25集，原裝版第25-26集) (2012.09.14) | 天梯 (第1-4集) 星期一至四 (2012.09.17 - 2012.09.20)(20:30-21:30) 巴不得媽媽… (第15-18集) 星期一至四 (2012.09.17 - 2012.09.20)(21:30-22:30) 巴不得媽媽… (香港首播版第19集，原裝版第19-20集) 星期五 (2012.09.21)(20:30-22:30) |
| 香港無綫電視翡翠台、高清翡翠台 星期六 21:30-23:30 時段                                                                                       | | |
| 群星歡聚賀國慶 (2012.09.08)(21:30-23:00) 食力派 (第5集) (2012.09.08)(23:00-23:30)                                                            | 造王者 (大結局) (香港首播版第26集，原裝版第27-28集) (2012.09.15) | 星光熠熠耀保良 (2012.09.22)(20:30-23:00) 邵逸夫獎2012頒獎典禮 (2012.09.22)(23:00-23:30) |

| 马来西亚 Astro On Demand劇集首映 20:30-21:15 時段 | 马来西亚 Astro On Demand劇集首映 20:30-21:15 時段 | 马来西亚 Astro On Demand劇集首映 20:30-21:15 時段 |
| ------------------------------------------------- | ------------------------------------------------- | ------------------------------------------------- |
|                                                   | 造王者 （2012.08.13－2012.09.15）                 |                                                   |
| 回到三國 （2012.07.09－2012.08.10）               | 天梯 （2012.09.17－2012.10.19）                   |                                                   |

| TVBJ 20:30-21:30 時段               | TVBJ 20:30-21:30 時段             | TVBJ 20:30-21:30 時段 |
| ----------------------------------- | --------------------------------- | --------------------- |
|                                     | 造王者 （2012.08.13－2012.09.15） |                       |
| 回到三國 （2012.07.09－2012.08.10） | 天梯 （2012.09.17－2012.10.19）   |                       |

| 美国 翡翠娛樂台 16:00-17:05 時段 (西岸時間) | 美国 翡翠娛樂台 16:00-17:05 時段 (西岸時間) | 美国 翡翠娛樂台 16:00-17:05 時段 (西岸時間) |
| ------------------------------------------- | ------------------------------------------- | ------------------------------------------- |
|                                             | 造王者 （2012.08.13－2012.09.15）           |                                             |
| 回到三國 （2012.07.09－2012.08.10）         | 天梯 （2012.09.17－2012.10.19）             |                                             |

| 星和娛家戲劇台 星期六、日 19:45-21:30 時段 | 星和娛家戲劇台 星期六、日 19:45-21:30 時段 | 星和娛家戲劇台 星期六、日 19:45-21:30 時段 |
| ------------------------------------------ | ------------------------------------------ | ------------------------------------------ |
|                                            | 造王者 （2012.12.23 - 2013.02.09）         |                                            |
| 怒火街頭2 （2012.11.17 - 2012.12.22）      | 雷霆掃毒 （2013.02.10 - 2013.03.31）       |                                            |

| 新时代电视 20:05-21:00 時段          | 新时代电视 20:05-21:00 時段        | 新时代电视 20:05-21:00 時段 |
| ------------------------------------ | ---------------------------------- | --------------------------- |
|                                      | 造王者 （2013.08.21 - 2013.09.27） |                             |
| 回到三国 （2013.07.17 - 2013.08.20） | 天梯 （2013.09.30－）              |                             |

| 臺灣 TVBS歡樂台 19:00 - 20:00 · 6/30-7/4、7/9、7/10、7/14播出2014世界足球賽 | 臺灣 TVBS歡樂台 19:00 - 20:00 · 6/30-7/4、7/9、7/10、7/14播出2014世界足球賽 | 臺灣 TVBS歡樂台 19:00 - 20:00 · 6/30-7/4、7/9、7/10、7/14播出2014世界足球賽 |
| --------------------------------------------------------------------------- | --------------------------------------------------------------------------- | --------------------------------------------------------------------------- |
|                                                                             | 造王者 （2014.05.28 - 2014.07.16)                                           |                                                                             |
| 貓屎媽媽 （2014.04.30 - 2014.05.27)                                         | 守業者 （2014.07.17 - 2014.08.29)                                           |                                                                             |

| 馬來西亞 八度空間 星期一至五 19:00-20:00 | 馬來西亞 八度空間 星期一至五 19:00-20:00 | 馬來西亞 八度空間 星期一至五 19:00-20:00 |
| ---------------------------------------- | ---------------------------------------- | ---------------------------------------- |
|                                          | 造王者 （2015.01.28 - 2015.03.11）       |                                          |
| 巴不得媽媽… （2014.12.29 - 2015.01.27）  | 仁心解碼II （2015.03.12 － 2015.04.15）  |                                          |